# Mahomet Weyonomon
 (mai 2020).
Si vous disposez d'ouvrages ou d'articles de référence ou si vous connaissez des sites web de qualité traitant du thème abordé ici, merci de compléter l'article en donnant les références utiles à sa vérifiabilité et en les liant à la section « Notes et références ».
 (mai 2020).
Le contenu est difficilement compréhensible vu les erreurs de traduction, qui sont peut-être dues à l'utilisation d'un logiciel de traduction automatique.
Mahomet Weyonomon (vers 1700 - 11 août 1736) était un chef tribal amérindien (ou sachem) de la tribu Mohegan du Connecticut, qui s'est rendu en Angleterre en 1735 pour demander au roi George II de mieux traiter son peuple.

## Biographie
Mahomet était l'arrière-petit-fils d'Uncas, fondateur de la tribu des Mohegans. En 1735, le capitaine John Mason, un descendant du colon qui avait été invité par Uncas à agir en tant que gardien et fiduciaire sur la terre Mohegan, a conçu l'élection de Mahomet au poste de sachem à la place de son grand-oncle, Ben Uncas, qui était plus favorisé par la colonie du Connecticut.
En 1735, le peuple Mohegan avait perdu une grande partie de ses terres de plantation et de chasse au profit des colons anglais. Accompagné de deux colons qui soutenaient sa cause, John et Samuel Mason, et d'un autre Mohegan, AughQuant, Weyonomon s'est rendu en Angleterre, où le trio a loué un logement à St Mary Aldermanbury dans la ville de Londres pendant qu'ils préparaient leur pétition au roi. Le roi renvoya l'affaire aux Lords Commissaires on Foreign Trade and Plantations ; cependant, John Mason et Weyonomon ont succombé à la variole en 1736 avant que leur affaire ne soit entendue par la commission.
En tant qu'étranger, il n'a pas été autorisé à être enterré dans la ville de Londres, et il a été enterré dans une tombe banalisée à l'extérieur de St Mary Overie, aujourd'hui la cathédrale de Southwark. Le 22 novembre 2006, la reine Élisabeth II a dédié un mémorial (une sculpture de l'artiste britannique Peter Randall-Page) à Mahomet Weyonomon à la cathédrale, accompagné d'une cérémonie funéraire traditionnelle dirigée par des membres de la tribu Mohegan.